# Aufidus papuanus
Aufidus papuanus är en insektsart som beskrevs av William Lucas Distant 1908. Aufidus papuanus ingår i släktet Aufidus och familjen spottstritar. Inga underarter finns listade i Catalogue of Life.